# Ступки (Зіньківська міська громада)
Сту́пки — село в Україні, у Зіньківській міській громаді Полтавського району Полтавської області. Населення становить 235 осіб. До 2019 орган місцевого самоврядування — Проценківська сільська рада.

## Географія
Село Ступки знаходиться на березі річки Грунь, вище за течією на відстані 0,5 км розташоване село Проценки, по нижче течією на відстані 1 км розташоване село Манилівка. За 3,5 км розташоване місто Зіньків.

## Історія
За даними на 1859 рік у козачому хуторі Зіньківського повіту Полтавської губернії, мешкало 254 особи (124 чоловічої статі та 130 — жіночої), налічувалось 58 дворових господарств.
Місцева жителька, що потім іммігрувала до Канади, так згадувала про голодомор 1932—1933 років:
|  | В нас лежали на дорозі, вмирали. […] в нашому селі багато людей померло. Всі родини їх вимерли, ніхто не остався. Тоді в наше село звозили дітей сиріт, яких батьки померли. Але їх багато померло, бо то вже було запізно їм допомоги дати якусь. Вони їх привезли, нагодували й вони з того померли. А потім уже як хліб прийшов на полях, […] як у жито люди лізли, як зі жита вибирали зерно, й їх там багато били й гонили. Як прийшов хліб, дуже багато людей померло. Померло, бо наїлися й померли.[…] Хворіли ми дуже від того, дизентерія була страшна. Потім, тому що люди були може ще де лежали не поховані, й тиф випав, великий тиф був. […] Ну, бо то я пам'ятаю, бо ми ще тифом були хворі. Пам'ятаю, що не могли знати, чому і де я є. |

12 червня 2020 року, відповідно до розпорядження Кабінету Міністрів України № 721-р «Про визначення адміністративних центрів та затвердження територій територіальних громад Полтавської області», село увійшло до складу Зіньківської міської громади.
19 липня 2020 року, в результаті адміністративно - територіальної реформи та ліквідації Зіньківського району, село увійшло до складу новоутвореного Полтавського району Полтавської області.

## Населення

### Мова
Розподіл населення за рідною мовою за даними перепису 2001 року:
| Мова       | Кількість | Відсоток |
| ---------- | --------- | -------- |
| українська | 228       | 97.02%   |
| російська  | 7         | 2.98%    |
| Усього     | 235       | 100%     |

## Економіка
- Птахо-товарна ферма.
- ТОВ «Бурат-Агро»

## Пам'ятки
Біля села розташований Ступківський ландшафтний заказник.